# 존 엘드레지

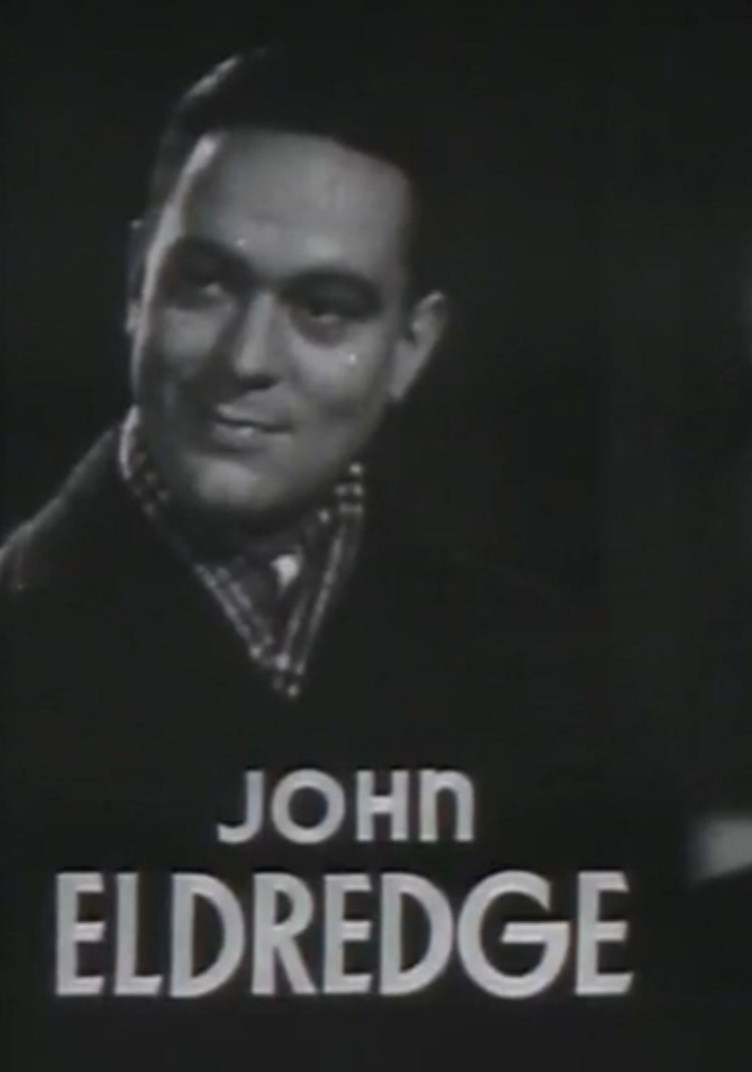

존 엘드레지(John Eldredge, 1904년 8월 30일 ~ 1961년 9월 23일)는 미국의 배우, 텔레비전 배우이다.
샌프란시스코에서 태어났으며 러구나비치에서 사망하였다.

## 영화
- 슈퍼맨 - 73년작 (1973년)
- 에이리언 몬스터 (1958년) - H.B. 콜린즈 서장 역
- 애정이 꽃피는 나무 (1957년) - 쿠쟁 샘 역
- 프란시스 인 더 헌티드 하우스 (1956년)
- 미트 미 인 라스 베가스 (1956년)
- 상처 뿐인 영광 (1956년)
- 슈퍼맨 - 54년작 1 (1954년)
- 화성에서 온 침입자 (1953년)
- 용감한 페이건 (1952년)
- 스카라무슈 (1952년)
- 외야의 천사들 (1951년)
- 론 레인저 - 49년 시리즈 (1949년)
- 탑 오 더 모닝 (1949년)
- 위스퍼링 스미스 (1948년)
- 스윙 퍼레이드 1946 (1946년)
- 이브 뉴 허 애플스 (1945년)
- 라이프 비긴즈 포 앤디 하디 (1941년)
- 잇 스타티드 위드 이브 (1941년)
- 하이 시에라 (1941년)
- 검은 고양이 (1941년)
- 애정은 강물처럼 (1941년)
- 찰리 찬 앳 더 올림픽 (1937년)
- 오일 포 더 램프 오브 차이나 (1935년) - 돈 웰먼 역
- 댄저러스 (1935년)
- 프러테이션 워크 (1934년)